# Tisý (rybník)
Tisý je rybník o rozloze 3,53 ha v katastru obce Strašice v okrese Rokycany.

## Historie
První písemná zmínka o rybníku pochází ze zbirožského urbáře z roku 1652, kdy měl sloužit jako vodní nádrž pro strašické hutě. Z roku 1679 je doložen příkaz, aby rybník Tisý nebyl osazován rybami, aby ho bylo možné v případě potřeby zcela vypustit. Z toho je patrné, že se jednalo o technologickou vodní nádrž, která nebyla využívána k chovu ryb. Zdejší voda také byla velmi studená a kyselá, kvůli blízkým rašeliništím. V době, kdy zbirožsko vlastnil Bethel Henry Strousberg, který se snažil ze zdejší oblasti vytvořit „český Manchester”, se počítalo s rybníkem jako vodní nádrží pro parní stroje a v jeho blízkosti byl vybudován železniční násep. Plány se však rozpadly a Strousbergovy zbyly pouze dluhy.
Při velké povodni v roce 1872, rybník nebyl včas vypuštěn a voda zaplavila dolní část Strašic. V roce 1878 rybník přešel do majetku hraběte Colloredo-Mansfelda. Ve 20. století střídal majitele, kvůli změnám v rámci uspořádání blízkého vojenského prostoru. Za první republiky býval rybník využíván jako koupaliště a jezdily sem i známé osobnosti např. Bohuš Záhorský a Hana Vítová. Během okupace se rybník stával terčem pytláků, kvůli tomu byla u rybníka i stálá četnická hlídka.
Místní fauna a flóra přitahovala různé badatele. V letech 1901–1902 profesor Dr. Josef Velenovský, objevil u rybníka odumřelé rašeliny, jejichž původ dával do doby glaciální. Dostaly název „strašické černavy”. Pozdější výzkum však jejich původ vyvrátil a od pojmenování se ustoupilo. Bádal zde také archeolog doc. Karel Nováček, který přinesl poznatky o původu zdejších rašelinišť. Výsledkem bylo zjištění, že rašeliniště vznikly v dobách 18. a 19. století a tedy nejsou tak staré jak předpokládal Dr. Velenovský. V roce 1991 zde našel profesor Zdeněk Pilous, vzácné druhy mechu.
V současnosti (2020) je rybník především útočištěm vodních ptáků a ryb.